# Le Rondon
Pour plus de détails, voir Fiche technique et Distribution.
Le Rondon est un court métrage français réalisé par André Berthomieu en 1960.

## Synopsis
François Périer raconte en voix-off l'histoire du château du Rondon à Olivet.

## Fiche technique
- Réalisation : André Berthomieu
- Photographie : Albert Militon
- Montage : Gilbert Natot
- Son : Jean Rieul
- Musique : Georges van Parys
- Pays :  France
- Format : Noir et blanc - Mono
- Genre : Documentaire
- Durée : 19 minutes
- Année de sortie : 1960

## Artistes qui apparaissent
- André-Paul Antoine
- Jacqueline Audry
- Raymond Bernard
- Henri Betti
- Marc-Cab
- Jacques Deval
- René Fauchois
- Henri Hirschmann
- Pierre Laroche
- Alfred Machard
- Marcelle Maurette
- André Mouëzy-Éon
- Noël-Noël
- Raoul Praxy
- Raymond Souplex
- Jean Valmy
- Georges van Parys
- Paul Vandenberghe
- Serge Veber
- Maurice Yvain

## Anecdote
Dans deux séquences, des compositeurs fredonnent au piano un extrait de leurs chansons : Henri Betti interprète  Avec (paroles d'André Hornez) et Maurice Yvain interprète Mon Homme et Ça c'est une Chose (paroles d'Albert Willemetz).